# Cronistoria della Treviso Academy

## Andamento partecipazioni campionati

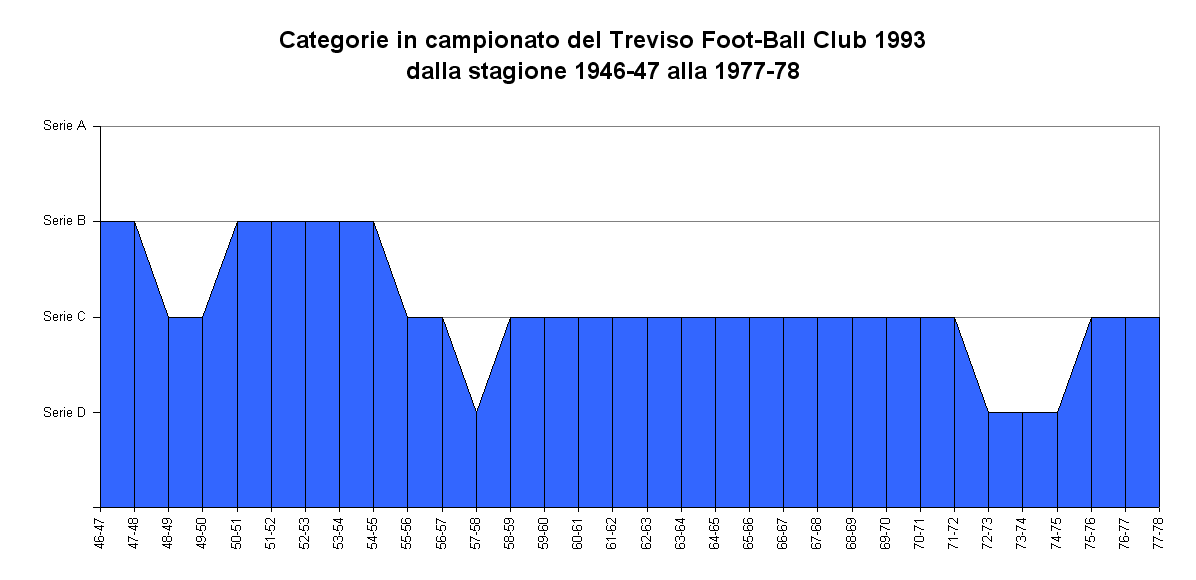
Campionati del Treviso Foot-Ball Club dalla stagione 1946-47 alla 1977-78, anno della suddivisione della Serie C da campionato unico a due serie successive.

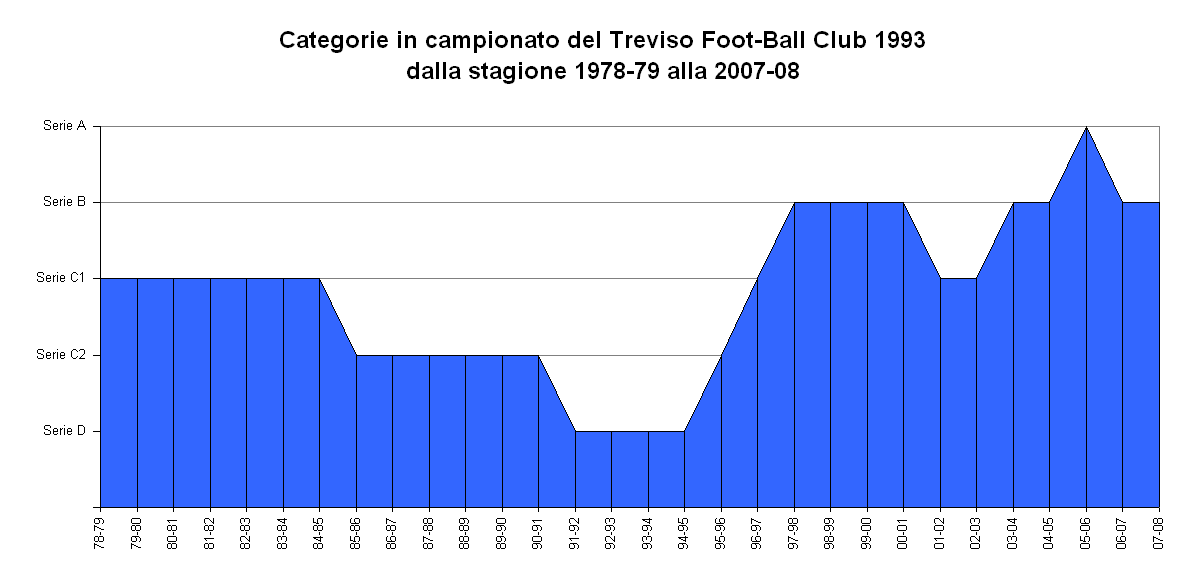
Campionati del Treviso Foot-Ball Club dalla stagione 1978-79 alla 2007-08.

La fondazione del Treviso Calcio risale al 18 gennaio 1909, ma il primo campionato ufficiale cui ha partecipato la squadra è stato il Campionato 1914-15 di Promozione (Girone veneto-emiliano).
Da allora il Treviso ha partecipato ininterrottamente a campionati di svariate categorie, uniche eccezioni i Campionati dal 1915-16 al 1918-19 causa la prima guerra mondiale e la sospensione del Campionato 1944-45 causa Seconda guerra mondiale, giungendo sino alla massima serie nella stagione 2005-06.
- Per 10 volte (1924-25, 1930-31, 1949-50, 1974-75, 1994-95, 1995-96, 1996-97, 2002-03, 2010-2011, 2011-2012) il Treviso ha terminato il campionato al primo posto in classifica.
- Le promozioni alla categoria superiore sono state 13 (stagioni 1924-25, 1945-46, 1949-50, 1957-58, 1974-75, 1994-95, 1995-96, 1996-97, 2002-03, 2004-05,2009-10, 2010-11, 2011-12). Nelle stagioni 1945-46, 2004-05 e 2009-10 la promozione è stata effettuata d'ufficio.
- Le retrocessioni alla categoria inferiore sono state 9 (1923-24, 1928-29, 1947-48, 1954-55, 1956-57, 1971-72, 1984-85, 1990-91, 2000-01, 2005-06).
- Per oltre vent'anni il Treviso è stato l'unica squadra in Italia ad aver ottenuto tre promozioni consecutive (1994-95, 1995-96, 1996-97), dalla categoria Interregionale alla Serie B, promozioni ottenute giungendo sempre al primo posto in classifica a fine campionato; l'artefice di questo record è stato l'allenatore trevigiano Giuseppe Pillon. Il primato è stato eguagliato nel 2018 dal Parma.

Di seguito tabella contenente le partecipazioni del Treviso Calcio alle diverse categorie fino ad oggi.
| Categoria                           | Nr | Stagioni |
| ----------------------------------- | -- | --- |
| Serie C                             | 29 | 1935-36, 1936-37, 1937-38, 1938-39, 1939-40, 1940-41, 1941-42, 1942-43, 1948-49, 1949-50, 1955-56, 1956-57, 1958-59, 1959-60, 1960-61, 1961-62, 1962-63, 1963-64, 1964-65, 1965-66, 1966-67, 1967-68, 1968-69, 1969-70, 1970-71, 1971-72, 1975-76, 1976-77, 1977-78 |
| Serie B                             | 16 | 1946-47, 1947-48, 1950-51, 1951-52, 1952-53, 1953-54, 1954-55, 1997-98, 1998-99, 1999-00, 2000-01, 2003-04, 2004-05, 2006-07, 2007-08, 2008-09 |
| Serie C1 Lega Pro Prima Divisione   | 11 | 1978-79, 1979-80, 1980-81, 1981-82, 1982-83, 1983-84, 1984-85, 1996-97, 2001-02, 2002-03, 2012-13 |
| I Divisione                         | 9  | 1926-27, 1927-28, 1928-29, 1929-30, 1930-31, 1931-32, 1932-33, 1933-34, 1934-35 |
| Serie D / Interregionale            | 9  | 1957-58, 1972-73, 1973-74, 1974-75, 1991-92, 1992-93, 1993-94, 1994-95, 2010-11 |
| Serie C2 Lega Pro Seconda Divisione | 8  | 1985-86, 1986-87, 1987-88, 1988-89, 1989-90, 1990-91, 1995-96, 2011-12 |
| Eccellenza Veneto                   | 6  | 2009-10, 2014-15, 2015-16, 2016-17, 2018-19, 2021-2022 |
| Promozione                          | 6  | 1914-15, 1919-20, 2013-14, 2017-18, 2019-20, 2020-21 |
| II Divisione                        | 3  | 1922-23, 1923-24, 1925-26 |
| I Categoria                         | 2  | 1920-21, 1921-22 |
| Serie A                             | 1  | 2005-06 |
| III Divisione                       | 1  | 1924-25 |
| Misto Alta Italia Serie B-C         | 1  | 1945-46 |

## Cronistoria
Di seguito tabella contenente la cronistoria del Treviso Calcio dalla sua fondazione ad oggi.
Sono evidenziati la categoria del campionato di partecipazione, il piazzamento a fine campionato, il numero delle squadre partecipanti, il numero di punti totalizzati e gli allenatori.
Vi è inoltre il riferimento ad eventuali primati o promozioni e retrocessioni a fine campionato e ad eventuali trofei vinti.
| Stagione | Campionato                                       | Piazzamento | Squadre | Punti | Note                                                                     | Allenatore                                                |
| -------- | ------------------------------------------------ | ----------- | ------- | ----- | ------------------------------------------------------------------------ | --------------------------------------------------------- |
| 1909-10  | n.p.                                             |             |         |       | Fondazione                                                               | Manfredo Hèrion                                           |
| 1910-11  | n.p.                                             |             |         |       |                                                                          | Pietro Bandiera                                           |
| 1911-12  | n.p.                                             |             |         |       |                                                                          | Pietro Bandiera                                           |
| 1912-13  | n.p.                                             |             |         |       |                                                                          | Pietro Bandiera                                           |
| 1913-14  | n.p.                                             |             |         |       |                                                                          | Luigi Righetti                                            |
| 1914-15  | Promozione (Gir. Veneto-Emiliano)                | 2°          | 4       | 8     |                                                                          | Cosimo Calò                                               |
| 1915-16  | n.p.                                             |             |         |       |                                                                          | Luigi Righetti                                            |
| 1916-17  | n.p.                                             |             |         |       |                                                                          | Luigi Righetti                                            |
| 1917-18  | n.p.                                             |             |         |       |                                                                          | Luigi Righetti                                            |
| 1918-19  | n.p.                                             |             |         |       |                                                                          | Luigi Righetti                                            |
| 1919-20  | Promozione                                       | 3°          | 7       | 14    |                                                                          | Luigi Righetti                                            |
| 1920-21  | I Categoria Veneto (Gir. A)                      | 5°          | 5       | 1     |                                                                          | Luigi Righetti                                            |
| 1921-22  | I Categoria (Gir. Veneto)                        | 4°          | 6       | 9     | Le società regionali di I Categoria sono reinquadrate nella II Divisione | Antonio Pagnin                                            |
| 1922-23  | II Divisione (Gir. E)                            | 5°          | 8       | 14    |                                                                          | Antonio Pagnin                                            |
| 1923-24  | II Divisione (Gir. E)                            | 6°          | 8       | 12    | Retrocessione in III Divisione                                           | Ferdinand Hummernberger Lino Monico                       |
| 1924-25  | III Divisione (Gir. B)                           | Vincitore   | 8       | 24    | Promozione in II Divisione                                               | Gyozonek Laszlo                                           |
| 1925-26  | II Divisione (Gir. D)                            | 2°          | 11      | 25    | La categoria è ridenominata "Prima Divisione"                            | Gyozonek Laszlo                                           |
| 1926-27  | I Divisione (Gir. B)                             | 4°          | 10      | 20    |                                                                          | Gyozonek Laszlo                                           |
| 1927-28  | I Divisione (Gir. A)                             | 7°          | 10      | 19    |                                                                          | Lino Monico                                               |
| 1928-29  | I Divisione (Gir. C)                             | 10°         | 15      | 24    | Con la Riforma Arpinati la categoria è declassata al terzo livello       | Sandor Bohacs Giuseppe Visentin I                         |
| 1929-30  | I Divisione (Gir. C)                             | 6°          | 15      | 31    |                                                                          | Giuseppe Visentin I                                       |
| 1930-31  | I Divisione (Gir. A)                             | 4°          | 14      | 32    |                                                                          | Gyozonek Laszlo                                           |
| 1931-32  | I Divisione (Gir. A)                             | 6°          | 13      | 27    |                                                                          | Luigi Gino Visentin II                                    |
| 1932-33  | I Divisione (Gir. C)                             | 2°          | 13      | 33    |                                                                          | Vincenzo Migotti                                          |
| 1933-34  | I Divisione (Gir. A)                             | 3°          | 15      | 37    |                                                                          | Giuseppe Visentin I                                       |
| 1934-35  | I Divisione (Gir. A)                             | 4°          | 14      | 30    | La categoria è ridenominata "Serie C"                                    | Vincenzo Migotti                                          |
| 1935-36  | Serie C (Gir. A)                                 | 5°          | 16      | 36    |                                                                          | Desiderio Herczha                                         |
| 1936-37  | Serie C (Gir. A)                                 | 2°          | 14      | 33    |                                                                          | Emerich Hermann                                           |
| 1937-38  | Serie C (Gir. A)                                 | 4°          | 16      | 38    |                                                                          | Emerich Hermann                                           |
| 1938-39  | Serie C (Gir. A)                                 | 2°          | 14      | 37    |                                                                          | Emerich Hermann                                           |
| 1939-40  | Serie C (Gir. A)                                 | 10°         | 14      | 21    |                                                                          | Renzo Fadiga                                              |
| 1940-41  | Serie C (Gir. A)                                 | 4°          | 14      | 33    |                                                                          | Renzo Fadiga Umberto Visentin III Antonio Bisigato        |
| 1941-42  | Serie C (Gir. A)                                 | 5°          | 16      | 34    |                                                                          | Giuseppe Girani Vincenzo Migotti                          |
| 1942-43  | Serie C (Gir. A)                                 | 2°          | 12      | 34    |                                                                          | Antonio Bisigato                                          |
| 1943-44  | Regionale Alta Italia (Terza Zona Veneto Gir. A) | 2°          | 7       | 16    |                                                                          | Antonio Bisigato                                          |
| 1944-45  | n.d.                                             |             |         |       |                                                                          |                                                           |
| 1945-46  | Misto Alta Italia Serie B-C (Gir. B)             | 6°          | 12      | 23    | Conferma in Serie B                                                      | Antonio Bisigato                                          |
| 1946-47  | Serie B (Gir. B)                                 | 4°          | 21      | 46    |                                                                          | Luigi Miconi Bruno Bozzolo                                |
| 1947-48  | Serie B (Gir. B)                                 | 13°         | 18      | 30    | Retrocessione in Serie C                                                 | Enrico Colombari Bruno Bozzolo                            |
| 1948-49  | Serie C (Gir. B)                                 | 3°          | 20      | 50    |                                                                          | Umberto Visentin III                                      |
| 1949-50  | Serie C (Gir. A)                                 | Vincitore   | 21      | 52    | Promozione in Serie B                                                    | János Neu Antonio Bisigato                                |
| 1950-51  | Serie B                                          | 15°         | 21      | 39    |                                                                          | Antonio Bisigato Nereo Rocco                              |
| 1951-52  | Serie B                                          | 6°          | 20      | 41    |                                                                          | Nereo Rocco                                               |
| 1952-53  | Serie B                                          | 9°          | 18      | 35    |                                                                          | Nereo Rocco                                               |
| 1953-54  | Serie B                                          | 13°         | 18      | 29    |                                                                          | Guido Testolina Luigi Busidoni Alfredo Bruno Notti        |
| 1954-55  | Serie B                                          | 17°         | 18      | 27    | Retrocessione in Serie C                                                 | Giacinto Ellena Ottorino Paulinich                        |
| 1955-56  | Serie C                                          | 10°         | 18      | 33    |                                                                          | Marcello Vecchiet                                         |
| 1956-57  | Serie C                                          | 17°         | 18      | 26    | Retrocessione in Interregionale                                          | Felice Arienti Alberto Marchetti Arturo Silvestri         |
| 1957-58  | Interregionale (I Categoria di IV Serie Gir. B)  | 2°          | 16      | 42    | Ammissione in Serie C                                                    | Arturo Silvestri                                          |
| 1958-59  | Serie C (Gir. A)                                 | 8°          | 21      | 41    |                                                                          | Arturo Silvestri Enrico Radio                             |
| 1959-60  | Serie C (Gir. A)                                 | 14°         | 18      | 29    |                                                                          | Enrico Radio                                              |
| 1960-61  | Serie C (Gir. A)                                 | 12°         | 18      | 31    |                                                                          | Enrico Radio Francesco Petagna                            |
| 1961-62  | Serie C (Gir. A)                                 | 10°         | 18      | 31    |                                                                          | Francesco Petagna Marcello Vecchiet                       |
| 1962-63  | Serie C (Gir. A)                                 | 10°         | 18      | 31    |                                                                          | Ruggero Salar                                             |
| 1963-64  | Serie C (Gir. A)                                 | 8°          | 18      | 33    |                                                                          | Ruggero Salar Piero Bortoletto Sergio Manente             |
| 1964-65  | Serie C (Gir. A)                                 | 8°          | 18      | 35    |                                                                          | Sergio Manente                                            |
| 1965-66  | Serie C (Gir. A)                                 | 5°          | 18      | 37    |                                                                          | Sergio Manente                                            |
| 1966-67  | Serie C (Gir. A)                                 | 3°          | 18      | 44    |                                                                          | Sergio Manente                                            |
| 1967-68  | Serie C (Gir. A)                                 | 12°         | 20      | 36    |                                                                          | Sergio Manente                                            |
| 1968-69  | Serie C (Gir. A)                                 | 4°          | 20      | 46    |                                                                          | Luigi Radice                                              |
| 1969-70  | Serie C (Gir. A)                                 | 3°          | 20      | 51    |                                                                          | Alberto Molina                                            |
| 1970-71  | Serie C (Gir. A)                                 | 9°          | 20      | 39    |                                                                          | Oscar Alberto Massei Luciano Magistrelli Piero Bortoletto |
| 1971-72  | Serie C (Gir. A)                                 | 18°         | 20      | 32    | Retrocessione in Serie D                                                 | Luciano Magistrelli Piero Bortoletto Renato Cavalleri     |
| 1972-73  | Serie D (Gir. C)                                 | 2°          | 18      | 44    |                                                                          | Alberto Molina                                            |
| 1973-74  | Serie D (Gir. C)                                 | 2°          | 18      | 46    |                                                                          | Alberto Molina                                            |
| 1974-75  | Serie D (Gir. C)                                 | Vincitore   | 18      | 49    | Promozione in Serie C                                                    | Massimo Giacomini                                         |
| 1975-76  | Serie C (Gir. A)                                 | 5°          | 20      | 43    |                                                                          | Giovanni Mialich                                          |
| 1976-77  | Serie C (Gir. A)                                 | 3°          | 20      | 48    |                                                                          | Bruno Fornasaro                                           |
| 1977-78  | Serie C (Gir. A)                                 | 6°          | 20      | 41    | La categoria è ridenominata "Serie C1"                                   | Bruno Fornasaro                                           |
| 1978-79  | Serie C1 (Gir. A)                                | 10°         | 18      | 31    |                                                                          | Romano Mattè Piero Bortoletto Carlo Soldo                 |
| 1979-80  | Serie C1 (Gir. A)                                | 10°         | 18      | 36    |                                                                          | Gianni Rossi                                              |
| 1980-81  | Serie C1 (Gir. A)                                | 6°          | 18      | 38    |                                                                          | Gianni Rossi                                              |
| 1981-82  | Serie C1 (Gir. A)                                | 10°         | 18      | 31    |                                                                          | Gianni Rossi                                              |
| 1982-83  | Serie C1 (Gir. A)                                | 10°         | 18      | 33    |                                                                          | Vasco Tagliavini                                          |
| 1983-84  | Serie C1 (Gir. A)                                | 11°         | 18      | 32    |                                                                          | Franco Fontana                                            |
| 1984-85  | Serie C1 (Gir. A)                                | 18°         | 18      | 22    | Retrocessione in Serie C2                                                | Edoardo Reja Agostino Speggiorin Edoardo Reja             |
| 1985-86  | Serie C2 (Gir. B)                                | 10°         | 18      | 33    |                                                                          | Ivan Romanzini                                            |
| 1986-87  | Serie C2 (Gir. B)                                | 7°          | 18      | 37    |                                                                          | Ivan Romanzini                                            |
| 1987-88  | Serie C2 (Gir. B)                                | 13°         | 18      | 30    |                                                                          | Elvio Salvori Michele Cosanni                             |
| 1988-89  | Serie C2 (Gir. B)                                | 12°         | 18      | 31    |                                                                          | Andrea Agnoletto Franco Fontana                           |
| 1989-90  | Serie C2 (Gir. B)                                | 6°          | 18      | 37    |                                                                          | Francesco Guidolin                                        |
| 1990-91  | Serie C2 (Gir. B)                                | 18°         | 18      | 23    | Retrocessione in Interregionale                                          | Alberto Cavasin Romano Fogli Gianni Bortoletto            |
| 1991-92  | Interregionale (Gir. B)                          | 9°          | 18      | 34    |                                                                          | Roberto Filippi Francesco Feltrin                         |
| 1992-93  | Interregionale (Gir. B)                          | 6°          | 18      | 42    | Vincitore Coppa Italia Dilettanti                                        | Renzo Rocchi                                              |
| 1993-94  | Interregionale (Gir. D)                          | 5°          | 18      | 37    |                                                                          | Dino D'Alessi                                             |
| 1994-95  | Interregionale (Gir. D)                          | Vincitore   | 18      | 54    | Promozione in Serie C2                                                   | Giuseppe Pillon                                           |
| 1995-96  | Serie C2 (Gir. B)                                | Vincitore   | 18      | 68    | Promozione in Serie C1                                                   | Giuseppe Pillon                                           |
| 1996-97  | Serie C1 (Gir. A)                                | Vincitore   | 18      | 60    | Promozione in Serie B                                                    | Giuseppe Pillon                                           |
| 1997-98  | Serie B                                          | 8°          | 20      | 52    |                                                                          | Gianfranco Bellotto                                       |
| 1998-99  | Serie B                                          | 7°          | 20      | 56    |                                                                          | Gianfranco Bellotto                                       |
| 1999-00  | Serie B                                          | 8°          | 20      | 51    |                                                                          | Gianfranco Bellotto                                       |
| 2000-01  | Serie B                                          | 17°         | 20      | 36    | Retrocessione in Serie C1                                                | Elio Gustinetti Mauro Sandreani                           |
| 2001-02  | Serie C1 (Gir. A)                                | 3°          | 18      | 56    |                                                                          | Maurizio Viscidi Corrado Orrico                           |
| 2002-03  | Serie C1 (Gir. A)                                | Vincitore   | 18      | 65    | Promozione in Serie B Vincitore Supercoppa di Lega Serie C1              | Aldo Ammazzalorso                                         |
| 2003-04  | Serie B                                          | 15°         | 24      | 55    |                                                                          | Adriano Buffoni                                           |
| 2004-05  | Serie B                                          | 4°          | 22      | 64    | Promozione in Serie A                                                    | Giancarlo D'Astoli Giuseppe Pillon                        |
| 2005-06  | Serie A                                          | 19°         | 20      | 21    | Retrocessione in Serie B                                                 | Ezio Rossi Alberto Cavasin Diego Bortoluzzi               |
| 2006-07  | Serie B                                          | 11°         | 22      | 50    |                                                                          | Diego Bortoluzzi Ezio Rossi                               |
| 2007-08  | Serie B                                          | 17°         | 22      | 45    |                                                                          | Giuseppe Pillon                                           |
| 2008-09  | Serie B                                          | 22°         | 22      | 35    | Retrocessione in Serie C1                                                | Luca Gotti Abel Balbo                                     |
| 2009-10  | Eccellenza (Gir.B)                               | 7°          | 17      | 43    | Promozione in Serie D                                                    | Nicola Zanini                                             |
| 2010-11  | Serie D (Gir.C)                                  | Vincitore   | 18      | 73    | Promozione in Lega Pro Seconda Divisione                                 | Giorgio Rumignani Diego Zanin                             |
| 2011-12  | Lega Pro Seconda Divisione (Gir.A)               | Vincitore   | 20      | 67    | Promozione in Lega Pro Prima Divisione                                   | Diego Zanin                                               |
| 2012-13  | Lega Pro Prima Divisione (Gir.A)                 | 17°         | 17      | 20    | Retrocessione in Lega Pro Seconda Divisione                              | Agenore Maurizi Gennaro Ruotolo Giovanni Bosi             |